# Susanne Michel
Susanne Michel (* 1965 in Wien) ist eine österreichische Schauspielerin.

## Leben
Susanne Michel verbrachte ihre Kindheit im burgenländischen Oberwart. Ihre künstlerische Ausbildung absolvierte sie von 1988 bis 1991 in Wien, an der Schauspielschule Krauss. Anschließend sammelte sie bei folgenden Theaterproduktionen Bühnenerfahrung: Theater in der Josefstadt in Wien, Forum Stadtpark Graz, Ensemble Theater Wien, die kleine Komödie Wien und Rabenhof Wien. Bekannt wurde sie durch ihre Mitwirkung in zahlreichen Film- und Fernsehproduktionen.
Susanne Michel hat aus einer früheren Beziehung einen erwachsenen Sohn. Sie lebt in Wien.

## Film und Fernsehen
- 1994: Die Wache (Serien-Gastrolle, Episode Rotlicht/Blaulicht)
- 1995: El Chicko – der Verdacht
- 1995: Stockinger (Episode Graun an der Traun)
- 1996: Wenn ich nicht mehr lebe
- 1997: Ein Herz wird wieder jung
- 1997: Lieber reich und glücklich
- 1997: Die Neue (Episode Brennendes Geheimnis)
- 1997: Medicopter 117 – Jedes Leben zählt
- 1997: Weißblaue Geschichten (Episode Einfaltspinsel)
- 1997: Kommissar Rex (Inspector Rex aka A Cop's Best Friend, Episode Die Verschwörung)
- 1997: Single Bells
- 1998: Das Amt (Fernsehserie)
- 1999: Oh, Baby
- 1999: Julia – Eine ungewöhnliche Frau (Episode Schicksalsnacht)
- 1999: Tatort – Die apokalyptischen Reiter (Fernsehreihe)
- 2000: Balko (Episode Die Schlangenfarm)
- 2000: Alphateam – Erstens kommt es anders
- 2000: Die Bergwacht – Duell am Abgrund
- 2000: Tatort – Viktualienmarkt
- 2000: Stimme des Herzens
- 2001: Tatort – Tödliche Tagung
- 2002: Zwei Profis (Serie, in 5 Episoden)
- 2002: Die Sitte (Vice Squad, Episode Gier)
- 2002: Rosamunde Pilcher – Morgen träumen wir gemeinsam
- 2002: Kommissar Rex (Episode Der einzige Zeuge)
- 2003: Das verräterische Collier (TV)
- 2003: Der Bulle von Tölz: Malen mit Vincent
- 2003: Die Rosenheim-Cops (Episode Ein Schwein namens Daisy)
- 2004: Der Ferienarzt... in der Wachau
- 2004: Die Rückkehr des Tanzlehrers (The Return of the Dancing Master, TV)
- 2005: Ein Paradies für Tiere (TV)
- 2005: Wenn der Vater mit dem Sohne (TV)
- 2006: SOKO Leipzig (Episode Ehrliche Leute)
- 2006: Der Winzerkönig (Serie)
- 2006: Ein Paradies für Pferde
- 2007: Liebe auf vier Pfoten
- 2007: Kreuzfahrt ins Glück (Fernsehserie) – Folge: Hochzeitsreise nach Neuseeland
- 2008: Schlagwetter
- 2010: Kinderspiel (Kurzfilm)
- 2011: Das Traumhotel – Tobago (TV-Serie)
- 2011: Der letzte Bulle (Fernsehserie) – Folge: Wer findet, der stirbt
- 2011: Kreuzfahrt ins Glück (Fernsehserie) – Folge: Hochzeitsreise nach Kroatien
- 2013: Der Ruf der Pferde
- 2015: Die Bergretter (Fernsehserie) – Folge: Losgetreten
- 2016: SOKO Wien (Episode Pratermelodie)
- 2017: SOKO Kitzbühel – Hexenjagd (Fernsehserie)
- 2017: Für dich dreh ich die Zeit zurück (Fernsehfilm)
- 2019: In aller Freundschaft – Blockaden (Fernsehserie)
- 2019: Stadtkomödie – Der Fall der Gerti B. (Fernsehreihe)
- 2019, 2021: SOKO Wien (Episoden In aller Munde, Alles Fassade)
- 2020: Dennstein & Schwarz – Rufmord (Fernsehreihe)
- 2021: Landkrimi – Vier (Fernsehreihe)
- 2023: Landkrimi – Dunkle Wasser (Fernsehreihe)
- 2024: Die Fälle der Gerti B. (Fernsehserie)
- 2024: Gina
- 2024: SOKO Donau/SOKO Wien – Kinderwunsch (Fernsehserie)
- 2024: A Better Place (Fernsehserie)
- 2024: Nebelkind – The End of Silence
- 2025: Exterritorial